# GLUT2
Le transporteur de glucose 2 (GLUT2) est une protéine membranaire intégrale qui facilite l'absorption du glucose à travers la membrane plasmique des cellules. Il possède une grande capacité de transport mais une affinité modérée pour le glucose (de l'ordre de 15-20 mmol L−1), ce qui accroît son efficacité,, c'est la principale protéine de transport du glucose entre le foie et le sang, et elle intervient dans la réabsorption du glucose par les reins. Elle est également capable de transporter la glucosamine et le fructose.
Chez l'homme, elle est codée par le gène SLC2A2, situé sur le chromosome 3,. Elle est exprimée essentiellement dans le foie et les cellules β des îlots de Langerhans, ainsi que dans l'hypothalamus et la membrane basolatérale de l'intestin grêle permettant l'absorption des sucres simples et des tubules rénaux.
GLUT2 permet aussi le passage du fructose et du galactose dans le sang. 
Il est catégorisé comme transporteur de glucose de classe I (avec GLUT1, GLUT3, et GLUT4).